# Иванов, Пётр Константинович
Пётр Константинович Ива́нов (10 февраля, 1876, Черкассы, Российская империя — 15 июля, 1956, Сен-Рафаэль, Франция) — русский религиозный писатель, заметный деятель русской эмиграции.

## Биография

### Рождение
Родился 10 февраля 1876 года в Черкассах Киевской губернии России (в настоящее время — территория Украины). Отец — Константин Петрович дослужился до чина генерал-майора артиллерии, был участником Русско-турецкой войны 1877—1878 годов и героем Плевны. Дядя Александр Петрович был поручиком артиллерии и сражался добровольцем на стороне сербов и болгар в 1876—1878 годах, затем на протяжении 30 лет (1880—1910) работал переписчиком у Льва Николаевича Толстого. Дед Пётр Данилович Иванов — участник Отечественной войны 1812 года, вышел в отставку в звании капитана 1-го Морского полка.

### Жизнь до эмиграции
В 1901 году окончил историко-филологический факультет Московского университета. В 1903 году издал книгу «Студенты в Москве. Быт. Нравы. Типы», в 1904 году — «Врагам Леонида Андреева». До Революции ведёт светский образ жизни, страстный театрал и сотрудник газет. Женившись на дочери промышленника Морозова, взял за женой большое приданое. Отличался широкой благотворительностью. Посетив в Испании бой быков, получил сильнейшее нервное потрясение. По возвращении в Москву известие о смерти жены и дочери от тифа привело его в психиатрическую лечебницу, у него развилась сильная глухота. В больнице ему явилось видение Креста, после которого он почувствовал себя здоровым, вспомнил о Боге и стал церковным человеком. В 1923 году был выборщиком на Московский Епархиальный съезд для избрания членов Всероссийского поместного собора 1923 года, выступает против обновленцев.

### Жизнь в эмиграции
В мае 1923 года эмигрировал к брату в Германию. Состоит членом Всероссийского союза писателей в Берлине, участвует в работе Религиозно-философской академии, основанной Бердяевым. С ноября 1924 года жил в Париже. В 1920—1930-е года часто безработный, живёт временными заработками.
С 1925 года сотрудничает с журналами «Путь», «Современные записки», «Возрождение», читает лекции на религиозные темы. В 1925 году издает книгу «Смирение во Христе», о которой положительно отзывались о. Александр Шмеман, протоиерей Василий Зеньковский, Зинаида Гиппиус, митрополит Вениамин (Федченков). Сотрудничает с Армией Спасения, Евангельским кружком, Объединением русских в Клиши, Обществом духовной культуры. Принял на себя подвиг ухода и помощи больным русским эмигрантам — разыскивал по госпиталям больных русских, снабжал их книгами, гостинцами, утешал беседой, привлекал к этому других лиц, просил для них милостыню.
Как утверждает в своей книге «Сквозь смерть: воспоминания» литературный критик и мемуарист Кирилл Померанцев, Иванов обладал даром прозорливости. Так, по окончании ужина в доме знакомых, прощаясь с одним из гостей, Иванов поцеловал ему руку. Когда тот ушёл, хозяин дома, шутя, заметил, что Иванов, вероятно, по рассеянности принял уходившего за даму. Пётр Константинович «наисерьёзнейшим образом» ответил: «Ведь он через три дня умрёт». Так и случилось.
В 1949 году издает в издательстве YMCA-Press книгу «Тайна святых — введение в Апокалипсис». По мнению историка церкви В.М. Ереминой, книга П. Иванова "Тайна святых", с её жгучей проблематичностью, великой искренностью и критичностью, проникнута творческой энергией, что несомненно делает эту книгу бессмертной, не говоря уже о многих откровениях и о многих Божественных свидетельствах, которые в ней содержатся.

### Смерть
Скончался 15 июля 1956 года в Сен-Рафаэле на юге Франции. Сообщение в газете «Русская мысль» от 21 июля 1956 года о его смерти осталось незамеченным, и его имя не попало в книгу «Незабытые могилы».

## Оценка
Ничто так не свидетельствует о его духовном даровании, как его прекрасная книга «Тайна святых», которая вся пронизана светом первохристианской веры. Можно сказать, что П. К. имел духовным оком видение ранней Церкви Христовой, и от этого видения у него суровое непримиримое отношение к современной церковной реальности. Не буду пересказывать его идей о священнослужителях «по чину Мельхиседека», но то, что он написал в своей книге о ранней христианской Церкви, свидетельствует о глубине его созерцания.
— Василий Зеньковский
Митрополит Вениамин (Федченков): «самым удивительным в нём была молитва. Когда в Париже образовалась группа русских православных, под юрисдикцией нашей Патриархии ("Патриаршая Церковь"), он тотчас же примкнул к ней. И здесь я мог видеть постоянно: как он молился! Упадет бывало на колени пред образом Божией Матери или святителя Николая со свечечкой, устремит глаза свои вверх,- и полушёпотом о чем-то говорит, как живой живым. Потом встанет с колен, поставит свечечку и скажет почти вслух: "Благодарю Тебя, Пресвятая Богородице", - или: "Святителю отче Николае"...Вера у него была необычайная! детская! поразительная!» 

## Список произведений
- Студенты в Москве. Быт. Нравы. Типы. Очерки — М., 1903.
- Врагам Леонида Андреева. — М., 1904.
- Дама в синем. — М.
- Смирение во Христе. — Париж, 1925.
- «Тайна святых — введение в Апокалипсис. — Париж: YMCA-Press, 1949.
- Д. Мережковский. Франциск Ассизский» // «Путь», 1938/1939, № 58. — С. 66—71.
- Епархиальный съезд в Москве для выборов членов Собора 1923 г. / П. К. Иванов — 1925. — № 1 (сент.) — С. 139—147 (в разделе «Из русской духовной жизни»).
- Сокровенный смысл событий в русской православной Церкви (Мистика и Психология) / Петр Иванов. — 1927. — № 8 (авг.). — С. 122—130.
- Красота Чехова: М. Курдюмов. «Сердце смятенное» (о творчестве Чехова). — YMCA-Press. 1934. :[Рецензия] / Петр Иванов. — 1935, — № 46 (янв.-март). — С. 66—70 (в разделе «Новые книги»).
- Завет Апостола Павла (О Христе распятом, о любви и о духе антихристовом) / Петр Иванов. — 1938. — № 55 (янв-апр). — С. 41—52.
- La dame de Paris.// Современные записки, 1925, № 24 С (Ежемесячный общественно-политический и литературный журнал, Париж);
- Законоучитель Императора Александра II и митрополит Филарет. // Возрождение, 1954, № 35. — С. 148—164 (Литературно-политические тетради. Ред. И. И. Тхоржевский, Париж).
- О Н. А. Бердяеве и В. А. Тернавцеве. // Новый журнал, 1960. № 60. — С. 285—289 (Литературно-политическое издание. Ред. М. А. Алданов. Нью-Йорк).